# Lasioglossum bataviae
Lasioglossum bataviae är en biart som först beskrevs av Blüthgen 1926.  Lasioglossum bataviae ingår i släktet smalbin, och familjen vägbin. Inga underarter finns listade i Catalogue of Life.